# Lista de viagens presidenciais de François Hollande
Esta é uma lista das viagens presidenciais internacionais realizadas por François Hollande, o 24º Presidente da República Francesa. Até maio de 2017, Hollande havia realizado 187 viagens presidenciais a 98 nações diferentes desde sua posse em 15 de maio de 2012 até a posse do seu sucessor, Emmanuel Macron em 14 de maio de 2017.

## Lista de viagens por país

Países visitados por François Hollande (2012 - 2017).

| Número de visitas | País |
| ----------------- | --- |
| 1 visita          | . Afeganistão, Angola, Argentina, Bielorrússia, Benim, Camarões, Canadá, Cazaquistão, Chade, Comores, Coreia do Sul, Costa do Marfim, Cuba, Chipre, Emirados Árabes Unidos, Eslovênia, Etiópia, Filipinas, Geórgia, Guiné, Haiti, Islândia, Iraque, Irlanda, Israel, Laos, Letónia, Lituânia, Luxemburgo, Mônaco, Níger, Noruega, Palestina, Peru, Portugal, República Democrática do Congo, Turquia, Ucrânia e Uruguai |
| 2 visitas         | África do Sul, Argélia, Arménia, Austrália, Azerbaijão, Catar, Egito, Índia, Japão, Jordânia, Líbano, Mali, México, Marrocos, Nigéria, Países Baixos, Senegal e Santa Sé. |
| 3 visitas         | Brasil, China, Eslováquia, Espanha, Grécia, Mali, Malta, Marrocos, República Centro-Africana e Tunísia. |
| 4 visitas         | Arábia Saudita e Suíça. |
| 5 visitas         | Rússia |
| 6 visitas         | Polônia e Reino Unido. |
| 7 visitas         | Itália |
| 10 visitas        | Estados Unidos |
| 20 visitas        | Alemanha |
| 40 visitas        | Bélgica |

## 2012
No ano de 2012, François Hollande realizou 25 viagens oficiais internacionais a 35 nações diferentes.
| País           | Cidade/Região                       | Período             | Anfitrião            | Detalhes |
| -------------- | ----------------------------------- | ------------------- | -------------------- | --- |
| Alemanha       | Berlim                              | 15 de maio          | Angela Merkel        | A visita de estado de François Hollande à Alemanha foi sua primeira viagem internacional como Presidente da França. Hollande optou pela Alemanha em alusão aos laços históricos e estratégicos entre as duas nações. |
| Estados Unidos | Washington, D.C. Camp David Chicago | 18 - 21 de maio     | Barack Obama         | Ao longo de sua primeira viagem oficial fora da Europa, Hollande reuniu-se com o Presidente Barack Obama em Washington, D.C. Os dois líderes afirmaram que a crise da dívida pública europeia era de grande influência para o mercado mundial. Hollande voltou a defender a permanência da Grécia na Zona do Euro e a retirada das tropas francesas do Afeganistão até o final daquele ano. Posteriormente, ambos os líderes participaram da 38.ª reunião de cúpula do G8 em Camp David e da Cimeira da OTAN em Chicago. |
| Bélgica        | Bruxelas                            | 23 de maio          |                      | Hollande viajou à Bruxelas para participar de uma cimeira de líderes da União Europeia, acerca da crise da dívida pública do continente. |
| Afeganistão    | Cabul                               | 25 de maio          | Hamid Karzai         | Por questões de segurança, a viagem não foi anunciada previamente. Em Cabul, Hollande foi recebido pelo Presidente afegão Hamid Karzai e visitou militares franceses na base militar de Nijrab, Kapisa. |
| Itália         | Roma                                | 14 de junho         | Mario Monti          | Hollande foi recebido pelo Primeiro-ministro italiano Mario Monti em Roma, para discutir os planos acerca da crise da Zona do Euro. |
| México         | Los Cabos                           | 18 - 19 de junho    | Felipe Calderón      | Em Los Cabos, Hollande foi recebido pelo Presidente Felipe Calderón e participou da 7ª reunião de cúpula do G20. |
| Brasil         | Rio de Janeiro                      | 20 de junho         | Dilma Rousseff       | Logo após a participação na cimeira do G20 em Los Cabos, México, Hollande viajou para o Rio de Janeiro para comparecer à Rio+20. |
| Itália         | Roma                                | 22 de junho         | Mario Monti          | Hollande participou de uma reunião estratégica sobre a crise da dívida pública europeia, juntamente com Mario Monti, Mariano Rajoy e Angela Merkel. |
| Bélgica        | Bruxelas                            | 28 - 29 de junho    |                      | |
| Reino Unido    | Londres                             | 10 de julho         | Isabel II            | Em sua primeira visita oficial ao Reino Unido, Hollande foi recebido pelo Primeiro-ministro David Cameron para discussão das propostas de elevar os impostos na França. Posteriormente, Hollande foi recebido pela Rainha Isabel II no Castelo de Windsor. |
| Reino Unido    | Londres                             | 30 de julho         | Isabel II            | Em sua segunda visita ao Reino Unido em menos de um mês, Hollande assistiu eventos relacionados aos Jogos Olímpicos de 2012, visitando também a delegação francesa. |
| Alemanha       | Berlim                              | 23 de agosto        | Angela Merkel        | Holande reuniu-se com Angela Merkel para discutir a crise da dívida grega. O encontro foi considerado como uma preparação para as visitas oficiais do Primeiro-ministro grego Antonis Samaras a Berlim e Paris. |
| Espanha        | Madrid                              | 30 de agosto        | Mariano Rajoy        | Hollande reuniu-se com o Presidente de Governo Mariano Rajoy, em Madrid, para discutir os impactos da crise financeira espanhola. |
| Reino Unido    | Londres                             | 6 de setembro       | Isabel II            | Em Londres, Hollande assistiu parte dos Jogos Paralímpicos de Verão de 2012. O presidente francês também participou de coletiva de imprensa no Parque Olímpico Queen Elizabeth ao lado de David Cameron sobre o tiroteio em Annecy, assim como a crise financeira europeia e a atuação dos dois países quanto à Guerra Civil Síria. |
| Alemanha       | Ludwigsburg                         | 22 de setembro      | Angela Merkel        | Juntamente com Angela Merkel, Hollande abriu oficialmente o "Ano França-Alemanha", em decorrência dos cinquenta anos da assinatura do Tratado do Eliseu. |
| Estados Unidos | Nova Iorque                         | 24 - 26 de setembro | Barack Obama         | Hollande compareceu à 67ª Sessão da Assembleia Geral das Nações Unidas. |
| Malta          | Valeta                              | 5 de outubro        | Lawrence Gonzi       | Hollande participou do Diálogo 5+5, que discutiu a crise da dívida europeia. Hollande juntou-se ao Presidente da Comissão Europeia José Manuel Barroso, o Primeiro-ministro italiano Mario Monti, o Presidente líbio Mohammed Magariaf, Lawrence Gonzi, Pedro Passos Coelho, Mariano Rajoy e Moncef Marzouki. |
| Senegal        | Dacar                               | 12 de outubro       | Macky Sall           | Hollande viajou ao Senegal em sua primeira visita oficial ao continente africano buscando "escrever uma nova páginas nas relações entre França e África". Em Dacar, foi recebido pelo Presidente Macky Sall, também eleito naquele ano. Hollande discursou à Assembleia Nacional e visitou a Casa dos Escravos, em Gorée. |
| R. D. Congo    | Kinshasa                            | 13 de outubro       | Joseph Kabila        | Hollande visitou a capital Kinshasa para participar da Cimeira da Francofonia, onde aliou-se ao Primeiro-ministro canadense Stephen Harper para pedir que os líderes do continente buscassem democracia e direitos humanos. Posteriormente, Hollande reuniu-se com Joseph Kabila e Étienne Tshisekedi para abordagem de assuntos internos. |
| Bélgica        | Bruxelas                            | 18 - 19 de outubro  |                      | Hollande compareceu a uma reunião do Conselho Europeu em Bruxelas. |
| Líbano         | Beirute                             | 4 de novembro       | Michel Suleiman      | Hollande realizou uma visita de Estado de três horas a Beirute, onde reuniu-se com o Presidente Michael Suleiman no Palácio de Baabda, sede do governo. Hollande ofereceu o apoio francês e da União Europeia por conta da instabilidade nacional causada pelos bombardeios de outubro no país. |
| Arábia Saudita | Jidá                                | 4 de novembro       | Abdallah             | Após a breve visita a Beirute, Hollande viajou para Jidá para reunir-se com o Rei Abdallah buscando ampliar as relações entre os dois países. Os dois chefes de Estado discutiram, entre outros tópicos, o programa nuclear iraniano, soluções para o Conflito árabe-israelense e a Guerra Civil Síria. |
| Laos           | Vientiane                           | 5 de novembro       | Choummaly Sayasone   | Hollande participou da 9ª edição do Diálogo Ásia-Europa em Vientiane. Antes do evento, o presidente francês reuniu-se com Choummaly Sayasone no Palácio Presidencial. Hollande também teve breves reuniões com Wen Jiabao. |
| Polónia        | Varsóvia                            | 16 de novembro      | Bronislaw Komorowski | Em 16 de novembro de 2013, Hollande viajou para Varsóvia para uma visita de Estado, onde foi recebido pelo Presidente Bronisław Komorowski no Palácio Presidencial. Ambos discutiram o orçamento da União Europeia para o quadriênio 2014-2020, as relações econômicas entre os dois países, e a colaboração entre os países do Triângulo de Weimar. Posteriormente, Hollande prestou homenagem ao Túmulo do Soldado Desconhecido, participou do Fórum Econômico Polônia-França e discursou perante a Sejm. |
| Bélgica        | Bruxelas                            | 22 - 23 de novembro |                      | |
| Noruega        | Oslo                                | 10 de dezembro      |                      | Hollande participou a cerimônia de premiação do Nobel da Paz de 2012, em Oslo. |
| Bélgica        | Bruxelas                            | 13 - 14 de dezembro |                      | |
| Argélia        | Argel Tremecém                      | 19 - 20 de dezembro | Abdelaziz Bouteflika | Hollande viajou para Argel em uma visita comemorativa do cinquentenário da Guerra de Independência Argelina. Em sua chegada, em 19 de dezembro, foi recebido com honras pelo Presidente argelino Abdelaziz Bouteflika, que o acompanhou em carreata aberta pelas ruas da cidade. Ambos os líderes concordaram em abir "uma nova era" nas relações diplomáticas entre os dois países. Hollande reuniu-se com a comunidade francesa local, antes de comparecer ao jantar de Estado oferecido pela Presidência do país no El Mouradia. Em 20 de dezembro, Hollande discursou ao Parlamento da Argélia e, em seguida, palestrou na Universidade de Abou Bekr Belkaïd, em Tremecém. |

## 2013
No ano de 2013, François Hollande realizou 34 viagens oficiais internacionais a 28 diferentes nações.
| País                      | Cidade/Região          | Período            | Anfitrião              | Detalhes |
| ------------------------- | ---------------------- | ------------------ | ---------------------- | --- |
| Emirados Árabes Unidos    | Abu Dhabi Dubai        | 15 de janeiro      | Khalifa bin Zayed      | Hollande viajou aos Emirados Árabes Unidos para discursar na Cimeira Mundial de Energia do Futuro em Abu Dhabi. Posteriormente, reuniu-se com o Presidente e chefe da casa real Khalifa bin Zayed al Nahyan para discutir a possível aquisição de jatos Dassault Rafale pelo país. Na última etapa da viagem, Hollande seguiu para Dubai, onde compareceu em coletiva de imprensa e visitou a comunidade francesa. |
| Alemanha                  | Berlim                 | 21-22 de janeiro   | Angela Merkel          | Junto à Chanceler Angela Merkel e ao Presidente Joachim Gauck, Hollande participou das celebrações pelo centenário do Tratado do Eliseu. |
| Mali                      | Bamaco Tombuctu        | 2 de fevereiro     | Ibrahim Boubacar Keïta | Hollande visitou as cidade de Bamako e a histórica Tombuctu, além de visitar as tropas francesas participantes do conflito no norte do país. |
| Bélgica                   | Bruxelas               | 7-8 de fevereiro   |                        | Hollande participou de Conselho Europeu focado no desenvolvimento econômico da Europa e nas consequências da Primavera Árabe. |
| Índia                     | Nova Délhi Bombaim     | 14-15 de fevereiro | Manmohan Singh         | Acompanhado de sua esposa, Valérie Trierweiler, Hollande viajou à Índia durante dois dias. Em Nova Délhi, o casal presidencial visitou o Rashtrapati Bhavan e o Raj Ghat antes de reunir-se com o Primeiro-ministro Manmohan Singh e o Ministro de Relações Exteriores Salman Khurshid. No dia seguinte, Hollande concedeu palestra na Biblioteca e Museu Memorial Nehru, que funciona na antiga residência de Jawaharlal Nehru. O presidente francês também condecorou o economista e filósofo Amartya Sen com a Legião de Honra. Em Bombaim, no encerramento da viagem, Hollande participou de fórum com economistas. |
| Grécia                    | Atenas                 | 19 de fevereiro    | Karolos Papoulias      | Em sua visita oficial à Grécia, Hollande buscou promover o investimento de empresas francesas na economia do país vizinho, afetada pela crise do endividamento grego. Hollande reuniu-se com o Primeiro-ministro Antonis Samaras, o Presidente Karolos Papoulias e outras lideranças do governo grego. |
| Rússia                    | Moscou                 | 27-28 de fevereiro | Vladimir Putin         | |
| Polónia                   | Varsóvia               | 6 de março         | Bronisław Komorowski   | Hollande viajou à Polônia para realização de cimeira do Grupo de Visegrád. O governo francês afirmou que seria uma oportunidade para discutir o resultado das medidas do Conselho Europeu anterior e questões de segurança e defesa regional. |
| Bélgica                   | Bruxelas               | 14-15 de março     |                        | |
| Alemanha                  | Berlim                 | 18 de março        | Angela Merkel          | Em Berlim, Hollande uniu-se a Angela Merkel e ao Presidente da Comissão Europeia José Manuel Barroso para debater soluções para a crise da Zona do Euro e possíveis maneiras de ampliar postos de trabalho no continente. |
| Marrocos                  | Casablanca Rabat       | 3-4 de abril       | Rei Maomé VI           | Hollande realizou uma visita de Estado ao Marrocos, visitando as cidades de Casablanca e Rabat. Na visita, foi recebido com honras pelo Rei Maomé VI no Dar-al-Makhzen e o Primeiro-ministro Abdelilah Benkirane. Hollande também discursou perante o Parlamento de Marrocos e palestrou em um fórum econômico em Rabat. |
| China                     | Beijing Xangai         | 25-26 de abril     | Xi Jinping             | Hollande visitou Beijing e Xangai para promover importações entre os dois países, sendo recebido pelo Presidente Xi Jinping. Em Xangai, Hollande discursou na Universidade Jiao Tong de Xangai. |
| Bélgica                   | Bruxelas               | 15 de maio         | José Manuel Barroso    | Hollande viajou a Bruxelas a convite do Presidente da Comissão Europeia José Manuel Barroso. O presidente francês também participou da conferência continental sobre o Mali. |
| Bélgica                   | Bruxelas               | 22 de maio         | Herman Van Rompuy      | Hollande viajou a Bruxelas, onde participou do Conselho Europeu sobre energia e tributação. |
| Alemanha                  | Leipzig                | 23 de maio         | Angela Merkel          | Hollande compareceu às comemorações do centenário do Partido Social-Democrata da Alemanha. |
| Etiópia                   | Addis Ababa            | 25 de maio         | Girma Wolde-Giorgis    | Hollande participou de cimeira comemorativa do cinquentenário da União Africana. |
| Japão                     | Tóquio                 | 6-8 de junho       | Akihito                | Em visita oficial ao Japão, Hollande foi recebido com honras pela Casa Imperial e reuniu-se com o Primeiro-ministro Shinzō Abe. |
| Reino Unido               | Lough Erne             | 17-18 de junho     | David Cameron          | Hollande compareceu à 39ª reunião de cúpula do G8, onde foram debatidas questões como sonegação fiscal. |
| Catar                     | Doha                   | 22-23 de junho     | Hamad bin Khalifa      | Em sua viagem diplomática ao Catar, Hollande buscou aprimorar as relações econômicas entre os dois países. Além disso, foi recebido pelo Emir Hamad bin Khalifa Al Thani para debater a Guerra Civil Síria. |
| Jordânia                  | Hamã                   | 23 de junho        | Rei Abdullah II        | Hollande reuniu-se com o Rei Abdullah II no Palácio de Raghadan, em Hamã, para discutir questões regionais, como o processo de paz israelo-palestino e o desenvolvimento das relações diplomáticas no Oriente Médio. |
| Bélgica                   | Bruxelas               | 27-28 de junho     | Herman Van Rompuy      | Hollande participou de Conselho Europeu sobre com foco no desemprego e crescimento econômico da União Europeia. |
| Alemanha                  | Berlim                 | 3 de julho         | Angela Merkel          | Hollande e Merkel reuniram-se para discutir o desemprego entre jovens no continente. |
| Tunísia                   | Túnis                  | 4-5 de julho       | Moncef Marzouki        | Em sua visita à Tunísia, Hollande anunciou um pacote de 500 milhões de euros em apoio à economia do país. |
| Eslovênia                 | Ljubljana              | 25 de julho        | Borut Pahor            | Hollande viajou a Ljubljana para a Conferência Ministerial do Processo de Brdo antes de defender relações mais amplas entre os dois países. O presidente francês também visitou a Universidade de Ljubljana, onde debateu sobre desemprego com um grupo de jovens estudantes. |
| Rússia                    | São Petersburgo        | 5-6 de setembro    | Vladimir Putin         | Hollande viajou a São Petersburgo para realização da 8.ª reunião de cúpula do G20. |
| Mali                      | Bamako                 | 19 de setembro     | Ibrahim Boubacar Keïta | Hollande esteve presente na cerimônia de investidura do Presidente Ibrahim Boubacar Keïta. |
| Estados Unidos            | Nova Iorque            | 24 de setembro     |                        | Hollande compareceu à 68ª Sessão da Assembleia Geral das Nações Unidas, durante a qual manteve encontros bilaterais com diversos outros líderes como o Presidente iraniano Hassan Rouhani. |
| África do Sul             | Pretória Johannesburgo | 14-15 de outubro   | Jacob Zuma             | Hollande viajou à Pretória em visita diplomática pela África do Sul, onde reuniu-se com o Presidente Jacob Zuma no Union Buildings. Os dois líderes mantiveram conversações bilaterais sobre os laços políticos e econômicos entre os dois países e concederam uma coletiva de imprensa. Posteriormente, Hollande prestou homenagem no Freedom Park e foi homenageado em jantar de Estado na residência Mahlamba Ndlopfu. No segundo dia de visita, Hollande foi recebido pelo Vice-presidente Kgalema Motlanthe. Também visitou uma fábrica da Sanofi em Mamelodi, visitou organizações de combate e prevenção de AIDS e conheceu o Museu Hector Pieterson e a Casa de Mandela em Soweto antes de seguir para Johannesburgo. A comitiva presidencial francesa também visitou a sede da Fundação Nelson Mandela, onde foi recepcionada por Graça Machel. |
| Bélgica                   | Bruxelas               | 24-25 de outubro   |                        | |
| Eslováquia                | Bratislava             | 29 de outubro      | Ivan Gašparovič        | Em Bratislava, Hollande participou dos vinte anos da Independência do país, tornando-se o primeiro presidente francês a visitar o país como Estado soberano. No Castelo de Bratislava, Hollande reuniu-se com o Presidente Ivan Gašparovič, o Primeiro-ministro Robert Fico e lideranças do Conselho Nacional. |
| Mónaco                    | Mónaco                 | 14 de novembro     | Alberto II             | Em sua visita ao Mónaco, Hollande foi recebido com honras pelo Príncipe soberano Alberto II. Os dois líderes mantiveram reuniões bilaterais no Palácio do Príncipe e assinaram cinco acordos de cooperação nas áreas de ciência e pesquisas tecnológicas. Hollande também visitou a Venturi Automobiles e o Centro Científico de Mónaco. |
| Israel                    | Tel Aviv Jerusalém     | 17-19 de novembro  | Shimon Peres           | Em sua visita a Israel, Hollande foi recebido pelo Presidente Shimon Peres e o Primeiro-ministro Benjamin Netanyahu com quem discutiu o programa nuclear iraniano e as conversações de paz com a Palestina. Hollande também participou de coletiva de imprensa e assinou diversos acordos bilaterais, antes de visitar o Yad Vashem e a Igreja de Santa Ana. Após um dia de visita ao Estado da Palestina, a comitiva francesa regressou a Israel, onde Hollande discursou ao Knesset e foi homenageado em jantar oficial oferecido pela Presidência. |
| Palestina                 | Ramallah               | 17-19 de novembro  | Mahmoud Abbas          | Em 18 de novembro, Hollande visitou a cidade palestina de Ramallah na Faixa de Gaza, onde prestou homenagem ao antigo líder Yasser Arafat. Posteriormente, reuniu-se com o Presidente Mahmoud Abbas e retornou a Jerusalém. |
| Espanha                   | Madrid                 | 27 de novembro     | Mariano Rajoy          | Hollande participou de Encontro Econômico Franco-Hispânico. |
| Lituânia                  | Vilnius                | 28-29 de novembro  | Dalia Grybauskaitė     | Hollande participou da Cúpula da Associação Oriental. |
| Polónia                   | Varsóvia               | 29 de novembro     | Bronislaw Komorowski   | Hollande participou de reuniões com o Presidente Bronislaw Komorowski e o Primeiro-ministro Donald Tusk sobre a situação política da Ucrânia. |
| África do Sul             | Johannesburgo          | 10 de dezembro     | Jacob Zuma             | Hollande liderou uma comitiva de líderes franceses, incluindo o antecessor Nicolas Sarkozy, ao serviço fúnebre memorial de Nelson Mandela. |
| República Centro-Africana | Bangui                 | 10 de dezembro     | Michel Djotodia        | Em retorno da África do Sul, Hollande realizou uma breve visita a Bangui, onde foi recebido pelo Presidente Michel Djotodia e visitou tropas francesas instaladas no país. |
| Brasil                    | Brasília São Paulo     | 12-13 de dezembro  | Dilma Rousseff         | Em sua segunda visita de Estado ao Brasil, Hollande buscou ampliar o comércio e fortalecer a parceria estratégica entre os dois países. Em Brasília, foi recebido pela Presidente Dilma Rousseff no Palácio do Planalto e participou do Diálogo Educacional França-Brasil no Museu Nacional da República. Em São Paulo, Hollande e Rousseff reuniram-se com líderes de negócios na Federação das Indústrias do Estado de São Paulo. |
| Bélgica                   | Bruxelas               | 19-20 de dezembro  |                        | |
| Arábia Saudita            | Riade                  | 29-30 de dezembro  | Rei Abdullah           | Em Riade, Hollande defendeu soluções pacíficas para a crise política no Oriente Médio e cooperação comercial entre os dois países. |

## 2014
No ano de 2014, François Hollande realizou 30 viagens oficiais a 27 países diferentes.
| País                      | Cidade/Região                                  | Período            | Anfitrião                  | Detalhes |
| ------------------------- | ---------------------------------------------- | ------------------ | -------------------------- | --- |
| Países Baixos             | A Haia                                         | 20 de janeiro      | Rei Guilherme-Alexandre    | Em visita de Estado à cidade d'A Haia, Hollande foi recebido com honras pelo Rei Guilherme-Alexandre e a Rainha Máxima e o Primeiro-ministro Mark Rutte. O presidente francês também reuniu-se com a Primeira e a Segunda Câmara do país, discursando sobre os laços econômicos e políticos entre as duas nações. |
| Vaticano                  | Vaticano                                       | 24 de janeiro      | Papa Francisco             | Hollande reuniu-se com o Papa Francisco no Palácio Apostólico, onde mantiveram reuniões privadas sobre o Conflito na República Centro-Africana, a Guerra Civil Síria e a situação geral do Oriente Médio. |
| Turquia                   | Ancara Istambul                                | 27-28 de janeiro   | Abdullah Gül               | Em Ancara, Hollande foi recebido pelo Presidente Abdullah Gül, com quem realizou uma cimeira bilateral sobre política, economia e relações externas, assim como cooperação e parceria estratégica entre os dois países. Posteriormente, Hollande prestou homenagem a Mustafa Kemal Atatürk, fundador do país moderno, no Anıtkabir. Em Istambul, Hollande participou de um fórum econômico entre líderes franceses e turcos. |
| Reino Unido               | Londres                                        | 31 de janeiro      | David Cameron              | Hollande compareceu à Cimeira Reino Unido-França, ao lado do Primeiro-ministro David Cameron. |
| Tunísia                   | Túnis                                          | 7 de fevereiro     | Moncef Marzouki            | Hollande compareceu à cerimônia de promulgação da Constituição da Tunísia de 2014. |
| Estados Unidos            | Washington, D.C. Charlottesville São Francisco | 10-12 de fevereiro | Barack Obama               | Hollande viajou ao Distrito de Colúmbia, onde foi recebido pelo Presidente Barack Obama e sua família. A comitiva presidencial viajou a bordo do Força Aérea Um até Monticello, em Charlottesville, residência do terceiro presidente do país Thomas Jefferson - que também serviu como diplomata estadunidense na França. Na Casa Branca, Hollande e Obama discutiram temas relativos à economia das duas nações, Zona do Euro e o Plano de Ação Conjunto Global. Posteriormente, a comitiva francesa partiu em visita ao Vale do Silício, na Califórnia. |
| Nigéria                   | Abuja                                          | 27 de fevereiro    | Goodluck Jonathan          | Hollande participou da Conferência Internacional sobre Paz e Segurança. |
| República Centro-Africana | Bangui                                         | 28 de fevereiro    | Catherine Samba-Panza      | Em sua segunda e imediata viagem ao país, Hollande discursou às tropas francesas operantes na região e reuniu-se com a Presidente-interina Catherine Samba-Panza no Palácio Presidencial. |
| Bélgica                   | Bruxelas                                       | 6 de março         |                            | Hollande participou do Conselho Europeu "extraordinário" sobre a Ucrânia |
| Bélgica                   | Bruxelas                                       | 20-21 de março     |                            | Hollande participou do Conselho Europeu, onde debateu questões sobre a Ucrânia, energia e crescimento econômico do continente. |
| Países Baixos             | A Haia                                         | 24 de março        | Rei Guilherme-Alexandre    | Hollande compareceu à Cimeira de Segurança Nuclear de 2014. |
| México                    | Cidade do México Querétaro                     | 10-11 de abril     | Enrique Peña Nieto         | Na Cidade do México, Hollande foi recebido com honras pelo Presidente mexicano Enrique Peña Nieto, com que assinou uma série de acordos bilaterais nas áreas de indústria aeroespacial, energia, saúde e tecnologia. Posteriormente, Hollande visitou uma comunidade francesa na capital federal mexicana e conheceu as instalações da Airbus Helicopters em Querétaro. |
| Alemanha                  | Berlim Sassnitz                                | 9-10 de maio       | Angela Merkel              | Hollande reuniu-se com a Chanceler alemã Angela Merkel para discussão da implementação de sanções à Rússia após os protestos pró-russos na Ucrânia. Hollande e Merkel também visitaram o Mar Báltico na costa de Sassnitz a bordo do navio MS Nordwind. |
| Azerbaijão                | Baku                                           | 11 de maio         | Ilham Aliyev               | Hollande visitou Baku para tratar dos efeitos da Crise Ucraniana. |
| Armênia                   | Erevã                                          | 12-13 de maio      | Serzh Sargsyan             | Hollande viajou à Erevã para uma visita de Estado de dois dias, durante os quais reuniu-se com o Presidente Serzh Sargsyan. Posteriormente, compareceu ao Fórum de Negócios Armênia-França, visitou a construção de uma unidade da rede Carrefour, inaugurou o Parque Missak Manouchian e reuniu-se com membros da comunidade francesa na Embaixada da França. Paralelamente aos eventos oficiais, Hollande prestigiou o cantor franco-armênio Charles Aznavour em concerto no Complexo Karen Demirchyan. Como encerramento da visita, Hollande prestou homenagem às vítimas do Genocídio armênio em Tsitsernakaberd. |
| Geórgia                   | Tbilisi                                        | 13 de maio         | Giorgi Margvelashvili      | |
| Bélgica                   | Bruxelas                                       | 27 de maio         |                            | Hollande participou das reuniões prévias à eleição do novo Presidente da Comissão Europeia. |
| Polónia                   | Varsóvia                                       | 4 de junho         | Bronisław Komorowski       | Hollande participou das comemorações do 25º aniversário da liberação da Polônia. |
| Bélgica                   | Bruxelas                                       | 4-5 de junho       |                            | Hollande participou da 40ª cimeira do G7, realizada em Bruxelas ao invés de Sóchi por conta da suspensão da Rússia do grupo após a anexação da Crimeia. |
| Bélgica                   | Bruxelas                                       | 26-27 de junho     |                            | Hollande participou de Conselho Europeu focado na crise política ucraniana e energia e crescimento econômico europeu para o ano seguinte. Além disto, compareceu à posse de Jean-Claude Juncker como Presidente da Comissão Europeia. |
| Bélgica                   | Bruxelas                                       | 16 de julho        |                            | Hollande participou de Conselho Europeu tratando sobre agenda estratégica juntamente com o novo Presidente da Comissão Europeia, Jean-Claude Juncker, e a situação política na Ucrânia e os conflitos na Faixa de Gaza. |
| Costa do Marfim           | Abidjan                                        | 17 de julho        | Alassane Ouattara          | Hollande reuniu-se com o Presidente Alassane Ouattara e, posteriormente, com lideranças da Frente Popular Marfinense. |
| Níger                     | Niamey                                         | 18 de julho        | Mahamadou Issoufou         | Hollande reuniu-se com o Presidente Mahamadou Issoufou e visitou tropas francesas na base militar de Niamey. |
| Chade                     | N'Djamena                                      | 19 de julho        | Idriss Déby                | Hollande viajou para N'Djamena para inaugurar a nova base da Operação Barkhane, uma operação anti-islâmica na região do Sahel, onde também visitou tropas francesas. Posteriormente, reuniu-se com o Presidente Idriss Déby. |
| Bélgica                   | Liège                                          | 4 de agosto        |                            | Em Liège, Hollande participou das celebrações do centenário da Primeira Guerra Mundial. |
| Camarões                  | Moroni                                         | 23 de agosto       | Paul Biya                  | Hollande participou da 4ª Cimeira da Comissão do Oceano Índico. |
| Bélgica                   | Bruxelas                                       | 30 de agosto       |                            | Hollande participou de Conselho Europeu "extraordinário", que apontou Donald Tusk como Presidente do Conselho Europeu e Federica Mogherini como Alta Representante para a Política Externa e de Segurança. Posteriormente, os líderes debatera as relações internacionais da região. |
| Reino Unido               | Newport                                        | 4-5 de setembro    | David Cameron              | Em Newport, Hollande participou da Cimeira da OTAN de 2014. |
| Iraque                    | Bagdá                                          | 12 de setembro     | Fuad Masum                 | Hollande visitou Bagdá para reuniu-se com o Presidente Fuad Masum. Os dois presidentes discutiram as ações militares francesas, particularmente no lançamento de foguetes aéreos contra o Estado Islâmico do Iraque e do Levante. |
| Estados Unidos            | Nova Iorque                                    | 23-24 de setembro  |                            | Na Sede da Organização das Nações Unidas, Hollande compareceu à 69ª Sessão da Assembleia Geral das Nações Unidas. |
| Itália                    | Milão                                          | 8 de outubro       | Matteo Renzi               | Hollande participou da Cimeira Europeia do Emprego. |
| Itália                    | Milão                                          | 16-17 de outubro   | Matteo Renzi               | Hollande participou do 10º Encontro Ásia-Europa em Milão, onde também reuniu-se com o Primeiro-ministro Matteo Renzi e outros líderes da União Europeia durante a Conferência da Juventude Europeia. Paralelamente a cimeira, Hollande reuniu-se com o primeiro-ministro chinês Li Keqiang. |
| Bélgica                   | Bruxelas                                       | 23-24 de outubro   |                            | Hollande participou de Conselho Europeu sobre a epidemia do vírus ebola no continente africano e a Crise Ucraniana. |
| Canadá                    | Calgary Banff Montreal Quebec Ottawa           | 2-4 de novembro    | Stephen Harper             | Em sua visita de Estado ao Canadá, Hollande foi recebido com honras pelo Primeiro-ministro Stephen Harper e ambos seguiram para o Parque Nacional Banff. Em Banff, o presidente francês participou de jantar de Estado oferecido pelo Governador-geral David Johnston em sua homenagem. Posteriormente, Hollande e Harper discutiram sobre segurança internacional, comércio e desenvolvimento econômico, inovação e os laços culturais entre as duas nações. No segundo dia de visita, Hollande discursou perante o Parlamento do Canadá sobre questões relativas à mudança climática e no encerramento da visita diplomática, discursou para a Assembleia Nacional do Quebec, antes de seguir para Montreal. |
| Austrália                 | Brisbane                                       | 15-16 de novembro  | Tony Abbott                | Em 2016, Hollande tornou-se o primeiro presidente francês a visitar a Austrália, na ocasião para a realização da 9.ª reunião de cúpula do G20. |
| Austrália                 | Sydney Canberra                                | 18-19 de novembro  | Peter Cosgrove Tony Abbott | Hollande visitou Canberra e Sydney, regressando ao país para uma visita oficial após a visita à coletividade ultramarina de Nova Caledônia. Em Sydney, Hollande - acompanhado do Édouard Fritch, presidente da Polinésia Francesa, e Harold Martin, presidente da Nova Caledônia - foi recebido pelo Governador-geral Peter Cosgrove em sua residência oficial. Posteriormente, Hollande visitou a sede regional da Thales Group e discursou para autoridades de Nova Gales do Sul no Conselho de Economia da Austrália em Westpac. Em Canberra, Hollande reuniu-se com o Primeiro-ministro Tony Abbott para tratar principalmente das relações entre os dois países durante a Primeira Guerra Mundial. O presidente francês e o primeiro-ministro australiano também discutiram cooperação nas áreas de inteligência e segurança, incluindo ainda a Crise Ucraniana, disputas territoriais sobre o Mar do Sul da China e a Guerra Civil Síria. Após as reuniões, os dois líderes visitaram o Memorial de Guerra Australiano, onde plantaram carvalhos em terra vinda do Memorial Nacional Australiano de Villers-Bretonneux. |
| Guiné                     | Conacri                                        | 28-29 de novembro  | Alpha Condé                | Hollande visitou o país para apresentar a proposta francesa de combate ao vírus ebola no continente. |
| Senegal                   | Dacar                                          | 29-30 de novembro  | Macky Sall                 | Hollande visitou Dacar para a realização da IXV Cimeira da Francofonia. |
| Cazaquistão               | Astana                                         | 5-6 de dezembro    | Nursultan Nazarbayev       | Em Astana, Hollande participou de reuniões sobre direitos humanos com o Presidente Nursultan Nazarbayev. Em seguida, participou da cerimônia de inauguração de um momento a Charles de Gaulle na capital. |
| Rússia                    | Moscou                                         | 6 de dezembro      | Vladimir Putin             | Antes de regressar ao Eliseu, Hollande realizou uma visita não-agendada à Moscou, onde foi recebido pelo Presidente Vladimir Putin para debate de temas relacionados à Crise Ucraniana. |
| Bélgica                   | Bruxelas                                       | 18 de dezembro     |                            | Hollande participou do Conselho Europeu sobre a Guerra em Donbass. |

## 2015
No ano de 2015, François Hollande realizou 45 viagens oficiais internacionais a 34 países diferentes.
| País           | Cidade/Região                    | Período            | Anfitrião               | Detalhes |
| -------------- | -------------------------------- | ------------------ | ----------------------- | --- |
| Suíça          | Davos                            | 23 de janeiro      | Simonetta Sommaruga     | Em sua primeira viagem oficial ao exterior, Hollande participou do Fórum Econômico Mundial em Davos e defendeu a cooperação contra ataques terroristas no continente. |
| Arábia Saudita | Riade                            | 24 de janeiro      | Rei Salman              | Hollande esteve entre vários líderes mundiais que prestaram homenagens ao falecido Rei Abdallah em Riade. |
| Polónia        | Oświęcim                         | 27 de janeiro      | Bronisław Komorowski    | Hollande participou das comemorações da evacuação e desativação do campo de concentração de Auschwitz. |
| Ucrânia        | Kiev                             | 5 de fevereiro     | Petro Poroshenko        | Hollande, juntamente com a Chanceler alemã Angela Merkel, viajou para Kiev para reunir-se com o Presidente Petro Poroshenko em discussão das iniciativas de paz da Crise Ucraniana. |
| Rússia         | Moscou                           | 6 de fevereiro     | Vladimir Putin          | Na viagem de retorno da Ucrânia, Hollande visitou Moscou, onde foi recebido pelo Presidente Vladimir Putin para debater as iniciativas de paz ao conflito da Ucrânia. |
| Bielorrússia   | Minsk                            | 11-12 de fevereiro | Alexander Lukashenko    | Hollande e outros quatro líderes regionais participaram de cimeira sobre a Crise Ucraniana. |
| Bélgica        | Bruxelas                         | 12 de fevereiro    | Donald Tusk             | Hollande viajou a Bruxelas para realização do Conselho Europeu sobre a situação política ucraniana, a crise financeira internacional e a união monetária. |
| Filipinas      | Manila Guiuan                    | 26-27 de fevereiro | Benigno Aquino III      | |
| Espanha        | Madrid                           | 4 de março         | Mariano Rajoy           | Hollande reuniu-se com o Presidente do Governo Mariano Rajoy durante cúpula entre França, Espanha e Portugal. |
| Luxemburgo     | Luxemburgo                       | 6 de março         | Grão-duque Henrique     | Em sua visita de Estado ao Luxemburgo, Hollande foi recebido pelo Grão-duque Henrique e o Primeiro-ministro Xavier Bettel. O presidente francês incentivou o combate a evasão de impostos após o escândalo Luxemburgo Leaks no final do ano anterior. Ainda na viagem, Hollande anunciou a contribuição de 8 bilhões de euros de seu país ao plano de crescimento econômico proposto pelo Presidente da Comissão Europeia Jean-Claude Juncker. |
| Bélgica        | Bruxelas                         | 19-20 de março     | Donald Tusk             | Em Bruxelas, Hollande participou de reunião do Conselho Europeu sobre a crise financeira grega e a união energética do continente. |
| Tunísia        | Túnis                            | 29 de março        |                         | Em Túnis, Hollande participou da homenagem às vítimas do ataque ao Museu Nacional do Bardo. |
| Alemanha       | Berlim                           | 31 de março        | Angela Merkel           | Em Berlim, Hollande e Merkel debateram as informações sobre o Voo Germanwings 9525. |
| Suíça          | Berna Zurich Lausanne            | 15-16 de abril     | Simonetta Sommaruga     | De volta a Suíça, Hollande reuniu-se com a Presidente Simonetta Sommaruga para debater as relações bilaterais entre seus países e as críticas ao sigilo bancário suíço. O presidente também viajou para Zurich e Lausanne com a comitiva presidencial suíça. |
| Bélgica        | Bruxelas                         | 23 de abril        | Donald Tusk             | Hollande participou de reunião do Conselho Europeu sobre a crise migratória na Europa. |
| Armênia        | Erevã                            | 24 de abril        |                         | Hollande participou do centenário do Genocídio armênio em Tsitsernakaberd. Paralelamente, reuniu-se com o Presidente russo Vladimir Putin. |
| Azerbaijão     | Baku                             | 25 de abril        | Ilham Aliyev            | Em breve visita a Baku, Hollande foi recebido pelo Presidente Ilham Aliyev para tratar de assuntos regionais. |
| Catar          | Doha                             | 4 de maio          | Emir Tamim bin Hamad    | Em Doha, Hollande oficializou a venda dos jatos Dassault Rafale ao governo do Catar. |
| Arábia Saudita | Riade                            | 4-5 de maio        | Rei Salman              | Hollande participou da cimeira do Conselho de Cooperação do Golfo. |
| Cuba           | Havana                           | 11 de maio         | Raúl Castro             | Hollande visitou Cuba em sua viagem de cinco dias pelo Caribe, tornando-se o primeiro chefe de Estado francês a visitar o país. Durante sua visita oficial, Hollande reuniu-se com o ex-Presidente Fidel Castro em sua residência particular e foi recebido com honras pelo atual Presidente Raúl Castro. Em discurso na Universidade de Havana, o presidente francês reafirmou o compromisso de seu país para com o povo cubano no que tange à suspensão do embargo. |
| Haiti          | Porto-Príncipe                   | 12 de maio         | Michel Martelly         | Em sua visita ao Haiti, Hollande teve uma reunião bilateral com o Presidente Michel Martelly. |
| Alemanha       | Aachen                           | 14 de maio         | Joachim Gauck           | Hollande esteve presente na cerimônia de premiação do Prémio Internacional Carlos Magno em homenagem a Martin Schulz. Na ocasião, alertou sobre o que considera um crescente populismo na Europa. |
| Alemanha       | Berlim                           | 19 de maio         | Angela Merkel           | Hollande e Merkel participaram do VI Diálogo Climática de Petersberg, como parte dos preparativos para a COP21. |
| Letônia        | Riga                             | 21-22 de maio      |                         | Em Riga, Hollande participou da Cúpula da Associação Oriental. Paralelamente, reuniu-se com Angela Merkel e o Primeiro-ministro grego Alexis Tsipras. |
| Alemanha       | Berlim                           | 1 de junho         | Angela Merkel           | Em Berlim, Hollande reuniu-se com membros do European Round Table of Industrialists. |
| Alemanha       | Baviera                          | 7-8 de junho       | Angela Merkel           | Hollande participou da 41.ª reunião de cúpula do G7 no Scholss Elmau, na Baviera. O grupo conclamou por um fim no uso de combustíveis fósseis até 2100. O Presidente estadunidense Barack Obama concordou com o Presidente francês sobre a Crise Ucraniana e o programa nuclear iraniano. |
| Bélgica        | Bruxelas                         | 10 de junho        | Donald Tusk             | Em Bruxelas, Hollande participou da Cimeira União Europeia-CELAC. Após o evento, reuniu-se com o Primeiro-ministro grego Alexis Tsipras e a Chanceler alemã Angela Merkel para intensificar os esforços de resolução da crise grega. |
| Suíça          | Genebra                          | 11 de junho        |                         | Hollande participou de conferência da Organização Internacional do Trabalho para levantar questões sobre o emprego 'verde' e participou de um debate sobre mudanças climáticas. |
| Argélia        | Algiers Zéralda                  | 15 de junho        | Abdelaziz Bouteflika    | Hollande reuniu-se com o Presidente Abdelaziz Bouteflika e alguns representantes do setor empresarial argelino. |
| Eslováquia     | Bratislava                       | 19 de junho        |                         | Hollande participou de cimeira do Grupo de Visegrád. |
| Itália         | Milão                            | 21 de junho        | Matteo Renzi            | Hollande inaugurou oficialmente o Pavilhão Francês na Exposição Universal de 2015. Posteriormente, foi recebido pelo Primeiro-ministro Matteo Renzi para debater sobre a crise financeira grega. |
| Bélgica        | Bruxelas                         | 22 de junho        | Donald Tusk             | Hollande participou de encontro "extraordinário" entre líderes da União Europeia sobre a crise financeira grega. |
| Bélgica        | Bruxelas                         | 25-26 de junho     | Donald Tusk             | Holande participou de reunião do Conselho Europeu. |
| Benim          | Cotonou                          | 2 de julho         | Thomas Boni Yayi        | Hollande viajou a Cotonou para uma visita de Estado, na qual reuniu-se com o Presidente Thomas Boni Yayi para discutir propostas econômicas e sociais. |
| Angola         | Luanda                           | 2-3 de julho       | José Eduardo dos Santos | Em visita a Angola, Hollande buscou aprimorar a cooperação econômica entre os dois países e inaugurou uma exibição do artista francês Yann Arthus-Bertrand. |
| Camarões       | Yaoundé                          | 3 de julho         | Paul Biya               | Hollande viajou até Yaoundé para reunir-se com o Presidente Paul Biya para discutir os esforços de combate ao Boko Haram. |
| Bélgica        | Bruxelas                         | 7 de julho         | Donald Tusk             | Hollande participou de encontro "extraordinário" entre líderes da União Europeia sobre a crise financeira grega. |
| Bélgica        | Bruxelas                         | 12-13 de julho     | Donald Tusk             | Hollande participou de encontro "extraordinário" entre líderes da União Europeia sobre a crise financeira grega. Após longas horas de negociações, os países chegaram a um acordo. |
| Egito          | Ismaïlia                         | 6 de agosto        | Abdul Fatah Al-Sisi     | Hollande participou da cerimônia de inauguração do segundo Canal de Suez. |
| Alemanha       | Berlim                           | 24 de agosto       | Angela Merkel           | Hollande e Angela Merkel juntaram-se ao Presidente ucraniano Petro Poroshenko para implementação das medidas acordadas na Cimeira de Minsk. Além disso, os líderes debateram soluções para o conflito em Donbass. |
| Marrocos       | Tânger                           | 19-20 de setembro  | Rei Maomé VI            | Em visita oficial ao Marrocos, Hollande assinou diversos acordos de cooperação bilateral na presença do Rei Maomé VI. |
| Reino Unido    | Wembley Ellesborough             | 22-23 de setembro  | David Cameron           | Em visita ao Reino Unido, Hollande inaugurou o Lycée International de Londres em Wembley e reuniu-se com o Primeiro-ministro David Cameron em 10 Downing Street. Posteriormente, teve encontro com a Seleção Francesa de Rugby Union competindo no Mundial de 2015. |
| Bélgica        | Bruxelas                         | 23 de setembro     | Donald Tusk             | Hollande participou de reunião do Conselho Europeu. |
| Estados Unidos | Nova Iorque                      | 26-28 de setembro  | Ban Ki-moon             | Hollande compareceu ao Debate Geral da 70º Sessão da Assembleia Geral das Nações Unidas. Em seu discurso, o presidente francês discutiu o apoio de seu país "solucionar politicamente" a Guerra Civil Síria, assim como aliviar os efeitos das mudanças climáticas. |
| Bélgica        | Bruxelas                         | 15-16 de outubro   | Donald Tusk             | Hollande participou de reunião do Conselho Europeu sobre o governo de Bashar al-Assad, o processo de paz multilateral sírio e a intervenção militar russa no Oriente Médio. |
| Islândia       | Langjökull Reykjavík Bessastadir | 16 de outubro      | Ólafur Ragnar Grímsson  | Hollande viajou a Islândia para conferência do Círculo Ártico, onde também testemunhou os efeitos das mudanças climáticas na geleira de Sólheimajökull. |
| Grécia         | Atenas                           | 22-23 de outubro   | Prokopis Pavlopoulos    | Em outubro de 2015, Hollande visitou a Grécia com a finalidade de reafirmar o apoio francês ao país por conta da crise do endividamento que o país enfrenta, o que foi visto por muitos setores como uma tentativa de reforçar a influência francesa sobre o continente. Hollande reuniu-se com o Primeiro-ministro grego Alexis Tsipras e o Presidente Prokopis Pavlopoulos no Palácio Presidencial, além de prestar homenagem ao Soldado Desconhecido na Praça Sintagma. Como último ato oficial, Hollande discursou ao Parlamento Helénico, alertando sobre alívio nas tributações e implementação de um acordo de garantias. |
| China          | 2-3 de novembro                  | Chongqing Beijing  | Xi Jinping              | Em seu apelo sobre mudanças climáticas, Hollande reuniu-se com o Presidente chinês Xi Jinping. |
| Coreia do Sul  | Seul                             | 4 de novembro      | Park Geun-hye           | Hollande viajou para a Coreia do Sul em comemoração ao 103º aniversário das relações diplomáticas entre os dois países. Em Seul, reuniu-se com a Presidente Park Geun-hye para discutir sobre um política bilateral mais próxima e cooperação nas áreas de economia, cultura e segurança. O presidente também participou de simpósio sobre sustentabilidade com estudantes dos dois países na Universidade de Mulheres Ewha. |
| Malta          | Valletta                         | 11-12 de novembro  | Joseph Muscat           | Hollande participou da Cimeira sobre Imigração. |
| Estados Unidos | Washington, D.C.                 | 24 de novembro     | Barack Obama            | Hollande foi recebido pelo Presidente Barack Obama para discutir formas de intensificar suas operações militares contra o Estado Islâmico do Iraque e do Levante, após os Atentados terroristas em Paris como parte de sua investida em criar uma "grande coalização" contra o terrorismo. Os dois presidentes também discutiram as investigações sobre o atentado. |
| Rússia         | Moscou                           | 26 de novembro     | Vladimir Putin          | Em Moscou, Hollande foi recebido pelo Presidente russo Vladimir Putin para debater as estratégias de combate ao Estado Islâmico do Iraque e do Levante e outros grupos armados envolvidos na Guerra Civil Síria, como parte de sua investida em criar uma "grande coalização" contra o terrorismo. |
| Malta          | Valletta                         | 27 de novembro     | Joseph Muscat           | Hollande participou da Conferência de Chefes de Governo da Commonwealth. |
| Bélgica        | Bruxelas                         | 29 de novembro     | Donald Tusk             | Hollande participou de encontro entre União Europeia e Turquia sobre a crise política do Oriente Médio. |
| Chipre         | Larnaca                          | 4 de dezembro      | Nicos Anastasiades      | Hollande realizou uma visita não anunciada a Chipre a bordo do FS Charles de Gaulle, um dos principais porta-aviões franceses beligerantes contra o Estado Islâmico. |
| Bélgica        | Bruxelas                         | 17-18 de dezembro  | Donald Tusk             | Hollande participou de reunião do Conselho Europeu sobre o Brexit. |

## 2016
No ano de 2016, François Hollande realizou 37 viagens oficiais internacionais a 30 diferentes nações.
| País                      | Cidade/Região                 | Período                | Anfitrião                 | Detalhes |  |
| ------------------------- | ----------------------------- | ---------------------- | ------------------------- | --- |  |
| Índia                     | Nova Délhi Chandigarh Gurgaon | 24-26 de janeiro       | Pranab Mukherjee          | Em sua primeira visita de Estado em 2016, Hollande compareceu aos desfiles do Dia da República em Nova Délhi. Posteriormente, reuniu-se com o Primeiro-ministro Narendra Modi para discutir cooperação bilateral sobre terrorismo, energia nuclear e desenvolvimento sustentável. Os dois líderes assinaram um acordo permitindo a aquisição do Dassault Rafale pelas Forças Armadas Indianas. Os dois líderes, visitaram o Jardim Rochoso e o Museu do Governo e Galeria de Arte de Chandigarh antes de inaugurarem o Secretariado Interino da Aliança Solar Internacional em Gurgaon. |  |
| Bélgica                   | Bruxelas                      | 18-19 de fevereiro     |                           | Hollande viajou a Bruxelas para participar do Conselho Europeu sobre a crise migratória na Europa e as condições negociadas com o Reino Unido antes da realização do referendo de 23 de junho. |  |
| Peru                      | Lima                          | 23-24 de fevereiro     | Ollanta Humala            | Em sua visita oficial ao Peru, Hollande reuniu-se com o Presidente Ollanta Humala Tasso para debater questões relativas ao comércio entre os dois países e promover oportunidades de investimento para empresas francesas. Os dois líderes testemunharam a assinatura de vinte acordos bilaterais em áreas de meio ambiente, combate ao terrorismo, defesa, combate ao narcotráfico e assinaram uma declaração conjunto dando início à parceria privilegiada França-Peru. |  |
| Argentina                 | Buenos Aires                  | 24-25 de fevereiro     | Mauricio Macri            | Na Casa Rosada, Hollande e Mauricio Macri discutiram a crise de refugiados sírios, com o primeiro propondo o envolvimento da Argentina nos esforços de abrigar os refugiados. Hollande também homenageou as Mães da Praça de Maio, cujos filhos desapareceram durante a chamada Guerra Suja, lançando flores sobre o Rio da Prata. Apreciador de futebol, o presidente francês visitou La Bombonera na companhia dos ex-futebolistas David Trezeguet e Omar da Fonseca. |  |
| Uruguai                   | Montevidéu                    | 25 de fevereiro        | Tabaré Vázquez            | Ao deixar a Argentina, Hollande visitou o Uruguai por seis horas. Na Residência de Suárez, reuniu-se com o Presidente Tabaré Vázquez para discutir o estabelecimento de um acordo de livre comércio ente a União Europeia e Mercosul, assim como questões sobre o Conselho de Segurança das Nações Unidas, já que o Uruguai foi eleito Membro não-permanente do organismo em 2016. Hollande também conheceu as instalações do Instituto Pasteur de Montevidéu. |  |
| Bélgica                   | Bruxelas                      | 7 de março             |                           | Hollande viajou à Bruxelas para comparecer ao Conselho Europeu extraordinário sobre a Turquia. |  |
| Itália                    | Veneza                        | 8 de março             |                           | Hollande viajou à Veneza para a 33ª Cúpula Intergovernamental Itália-França. |  |
| Bélgica                   | Bruxelas                      | 17-18 de março         | Charles Michel            | Hollande viajou à Bruxelas para comparecer ao encontro do Conselho Europeu sobre a proposta à Turquia dos refugiados sírios. O Primeiro-ministro turco Ahmet Davutoğlu compareceu somente no último dia da cimeira. Após o evento, Hollande reuniu-se com o Primeiro-ministro belga Charles Michel, comunicando-o sobre a operação policial em Molenbeek-Saint-Jean. |  |
| Estados Unidos            | Washington, D.C.              | 31 de março-1 de abril | Barack Obama              | Hollande participou da Cimeira de Segurança Nuclear de 2016 em Washington, D.C. Após o evento, teve uma reunião bilateral com Barack Obama para discutir a coordenação da Intervenção militar no Iraque. |  |
| Líbano                    | Beirute                       | 16-17 de abril         |                           | Em sua viagem de dois dias ao Líbano, Hollande reuniu-se com o Primeiro-ministro Tammam Salam e o Líder do Parlamento Nabih Berri. Durante sua visita, o presidente francês anunciou que a França proverá apoio militar e financeiro às Forças Armadas Libanesas em resposta ao acolhimento de milhares de refugiados sírios. Berri também solicitou o apoio francês no conflito sobre fronteiras marítimas com Israel. |  |
| Egito                     | Cairo                         | 17-18 de abril         | Abdul Fatah Al-Sisi       | Durante sua visita ao Egito, Hollande conheceu uma setor da construção do Metropolitano do Cairo. |  |
| Jordânia                  | Hamã                          | 19 de abril            |                           | [ 126 ] |  |
| Estados Unidos            | Nova Iorque                   | 22 de abril            |                           | Hollande compareceu à cerimônia de assinatura do Acordo de Paris na Sede da Organização das Nações Unidas. |  |
| Alemanha                  | Hanôver                       | 25 de abril            | Angela Merkel             | Na cidade de Hanôver, Hollande juntou-se a David Cameron, Angela Merkel, Barack Obama e Matteo Renzi em uma cimeira multilateral para discussão da cooperação europeia na Guerra Civil Síria. |  |
| República Centro-Africana | Bangui                        | 13 de maio             | Faustin-Archange Touadéra | Hollande viajou à República Centro-Africana para reunir-se com o Presidente Faustin-Archange Touadéra e ajustar detalhes da Operação Sangaris. |  |
| Nigéria                   | Abuja                         | 13-14 de maio          | Muhammadu Buhari          | Hollande compareceu à Cimeira Regional de Segurança, liderada pelo Presidente nigeriano Muhammadu Buhari, com o objetivo de debater as operações militares contra grupos terroristas como o Boko Haram e o Estado Islâmico. Hollande também foi recebido com honras no Palácio Presidencial de Aso Villa. |  |
| Japão                     | Shima                         | 26-27 de maio          | Shinzo Abe                | Hollande viajou ao Japão para participar da 42.ª reunião de cúpula do G7 em Shima, Mie. Entre os tópicos da cimeira, foram debatidos os efeitos do crescimento econômico mundial e o terrorismo. Paralelamente, Hollande reuniu-se com o Primeiro-ministro canadense Justin Trudeau. |  |
| Suíça                     | Rynächt Pollegio              | 1 de junho             | Johann Schneider-Ammann   | Hollande compareceu à inauguração do Túnel de base de São Gotardo junto ao Presidente suíço Johann Schneider-Ammann, Angela Merkel, Matteo Renzi e o chanceler austríaco Christian Kern. |  |
| Alemanha                  | Berlim                        | 27 de junho            | Angela Merkel             | O governo alemão convidou Hollande, Matteo Renzi e o Presidente do Conselho Europeu Donald Tusk para uma cimeira em Berlim visando discutir o impacto da saída do Reino Unido da União Europeia. Os líderes concordaram em não discutir questões de natureza diplomática com o Reino Unido até que seja invocado o Artigo 50 do Tratado de Lisboa. |  |
| Bélgica                   | Bruxelas                      | 28-29 de junho         |                           | Hollande viajou ao Conselho Europeu sobre a decisão do Reino Unido de deixar a União Europeia. |  |
| Polónia                   | Varsóvia                      | 8-9 de julho           | Andrzej Duda              | Em Varsóvia, Hollande compareceu à Cimeira da OTAN de 2016. |  |
| Portugal                  | Lisboa                        | 19 de julho            | Marcelo Rebelo            | Hollande viajou a Lisboa para conclamar um "novo impulso" na chamada "Europa dos 27". Devido ao atentado terrorista em Nice nos dias anteriores, a viagem foi resumida a poucas horas, durante as quais Hollande reuniu-se com o Presidente Marcelo Rebelo de Sousa e o Primeiro-ministro António Costa. |  |
| Irlanda                   | Dublin                        | 21 de julho            | Michael D. Higgins        | Em Dublin, Hollande foi recebido pelo Taoiseach Enda Kenny e o Presidente Michael D. Higgins para discutir implicações da saída do Reino Unido da União Europeia. |  |
| Brasil                    | Rio de Janeiro                | 4-5 de agosto          | Michel Temer              | No Rio de Janeiro, Hollande compareceu à cerimônia de abertura dos Jogos Olímpicos de Verão de 2016. |  |
| Vaticano                  | Vaticano                      | 17 de agosto           | Papa Francisco            | Hollande foi recebido pelo Papa Francisco para tratar sobre o assassinato do padre francês Jacques Hamel. |  |
| Itália                    | Ventotene                     | 22 de agosto           |                           | Hollande viajou a Ventotene para debater o futuro do cenário político europeu com lideranças da Alemanha e Itália. |  |
| China                     | Hangzhou                      | 4-5 de setembro        | Xi Jinping                | Na cidade de Hangzhou, Hollande participou da 11.ª reunião de cúpula do G20. |  |
| Vietname                  | Hanói Ho Chi Minh             | 6-7 de setembro        | Tran Dai Quang            | Hollande visitou o Vietnã para reforçar laços comerciais entre os dois países. |  |
| Grécia                    | Atenas                        | 9 de setembro          | Prokópis Pavlópoulos      | Hollande participou da Cimeira União Europeia-Mediterrâneo em Atenas. |  |
| Roménia                   | Bucareste Braşov              | 12-13 de setembro      | Klaus Iohannis            | Hollande visitou oficialmente a Romênia. |  |
| Eslováquia                | Bratislava                    | 16 de setembro         |                           | Hollande compareceu ao Conselho Europeu extraordinário em Bratislava. |  |
| Estados Unidos            | Nova Iorque                   | 19-20 de setembro      |                           | Em Nova Iorque, Hollande compareceu à 71ª Sessão da Assembleia Geral das Nações Unidas, onde veio a ser galardoado com o Prêmio de Estadista Mundial. |  |
| Alemanha                  | Berlim                        | 28 de setembro         |                           | Em Berlim, Hollande reuniu-se com membros da European Round Table of Industrialists. |  |
| Israel                    | Jerusalém                     | 30 de setembro         | Reuven Rivlin             | Hollande liderou uma delegação de dignatários franceses ao Funeral de Estado de Shimon Peres, ex-presidente e primeiro-ministro israelense. |  |
| Alemanha                  | Berlim                        | 19-20 de outubro       | Angela Merkel             | Hollande compareceu a cimeira organizada pela Chanceler Angela Merkel para tratar de questões relativas à Crise Ucraniana. |  |
| Bélgica                   | Bruxelas                      | 20-21 de outubro       |                           | Hollande participou de um Conselho Europeu em Bruxelas. |  |
| Marrocos                  | Marraquexe                    | 15-16 de novembro      | Abdelilah Benkirane       | Em Marraquexe, Hollande juntou-se a outros líderes mundiais na Conferência das Nações Unidas sobre as Mudanças Climáticas de 2016. |  |
| Alemanha                  | Berlim                        | 18 de novembro         | Angela Merkel             | Hollande viajou a Berlim para participar de cimeira com outros quatro líderes europeus: Angela Merkel , Theresa May, Matteo Renzi e Mariano Rajoy, além do Presidente estadunidense Barack Obama em sua derradeira cimeira multilateral. Os líderes debateram sobre comércio, os efeitos da Crise Ucraniana, a Guerra Civil Síria e os ataques do Estado Islâmico do Iraque e do Levante. |  |
| Madagáscar                | Antananarivo                  | 26-27 de novembro      | O. M. Solonandrasana      | Em Antananarivo, Hollande participou da XVI Cimeira da Francofonia. |  |
| Chéquia                   | Praga                         | 30 de novembro         | Miloš Zeman               | Em Praga, Hollande participou de reuniões com o Presidente Miloš Zeman e o Primeiro-ministro Bohuslav Sobotka, além de visitar a comunidade francesa na capital. |  |
| Emirados Árabes Unidos    | Abu Dhabi                     | 2-3 de dezembro        |                           | Hollande viajou à Abu Dhabi para as celebrações do Dia Nacional antes de visitar o local que abrigará as instalações do Louvre Abu Dhabi e uma base militar francesa na região. |  |
| Alemanha                  | Berlim                        | 13 de dezembro         | Angela Merkel             | |  |
| Bélgica                   | Bruxelas                      | 15 de dezembro         |                           | |  |

## 2017
| País      | Cidade/Região        | Período          | Anfitrião          | Detalhes |
| --------- | -------------------- | ---------------- | ------------------ | --- |
| Iraque    | Bagdá Erbil          | 2 de janeiro     | Fuad Masum         | Hollande viajou ao Iraque para reiterar o apoio francês à Intervenção militar estadunidense no país, corrente desde 2014. Em Bagdá, reuniu-se com o Presidente Fuad Masum e o Primeiro-ministro Haider al-Abadi. Em Erbil, reuniu-se com Masoud Barzani, líder do Curdistão iraquiano e visitou tropas francesas instaladas na região. Hollande afirmou que o envolvimento de seu país na investida contra o Estado Islâmico tem a finalidade de "evitar atos de terrorismo na França". |
| Mali      | Gao Bamako           | 13-14 de janeiro | Ibrahim B. Keïta   | Em Bamako, Hollande participou da Cimeira África-França. Em sua viagem à capital do país, o presidente francês visitou a base militar de Gao para reunir-se com tropas francesas combatentes na Operação Barkhane. Posteriormente, participou de um jantar de Estado oferecido pelo Presidente Ibrahim Boubacar Keïta no Palácio Presidencial. |
| Chile     | Santiago Antofagasta | 21-22 de janeiro | Michelle Bachelet  | Iniciando seu giro de viagens pela América do Sul, Hollande visitou o Chile, sendo recebido pela Presidente Michelle Bachelet no Palácio de La Moneda. Durante a visita, o presidente francês abriu oficialmente o Ano da Inovação Franco-Chileno. |
| Colômbia  | Bogotá               | 23-24 de janeiro | Juan Manuel Santos | Hollande visita a Colômbia, onde se junta ao Presidente Juan Manuel Santos em visita ao local de concentração das Forças Armadas Revolucionárias da Colômbia. |
| Alemanha  | Berlim               | 27 de janeiro    | Angela Merkel      | |
| Portugal  | Lisboa               | 28 de janeiro    | Marcelo Rebelo     | |
| Malta     | Valletta             | 3 de fevereiro   |                    | |
| Espanha   | Málaga               | 20 de fevereiro  | Mariano Rajoy      | |
| Bélgica   | Bruxelas             | 9-10 de março    | Donald Tusk        | |
| Itália    | Roma                 | 25 de março      | Sergio Mattarella  | |
| Singapura | Singapura            | 26-27 de março   | Tony Tan           | |
| Malásia   | Kuala Lumpur         | 27-29 de março   | Najib Razak        | |
| Indonésia | Jacarta              | 29 de março      | Joko Widodo        | |
| Espanha   | Madrid               | 10 de abril      | Mariano Rajoy      | |

## Eventos multilaterais
| Organização | Ano                            | Ano                              | Ano                            | Ano                            | Ano                             | Ano  |
| Organização | 2012                           | 2013                             | 2014                           | 2015                           | 2016                            | 2017 |
| --- | ------------------------------ | -------------------------------- | ------------------------------ | ------------------------------ | ------------------------------- | ---- |
| ONU AG | 24-26 de setembro, Nova Iorque | 24 de setembro, Nova Iorque      | 23-24 de setembro, Nova Iorque | 27-28 de setembro, Nova Iorque | 19-20 de setembro, Nova Iorque  |      |
| G8 | 18-19 de maio, Camp David      | 17-18 de junho, Lough Erne       | 4-5 de junho, Bruxelas         | 7-8 de junho, Baviera          | 26-27 de maio, Shima            |      |
| G20 | 18-19 de junho, Los Cabos      | 5-6 de setembro, São Petersburgo | 15-16 de novembro, Brisbane    | 15-16 de novembro, Antáliab    | 4-5 de setembro, Hangzhou       |      |
| OTAN | 20-21 de maio, Chicago         |                                  | 4-5 de setembro, Newport       |                                | 8-9 de julho, Varsóvia          |      |
| OIF | 13 de outubro, Kinshasa        |                                  | 29-30 de novembro, Dacar       |                                | 26-27 de novembro, Antananarivo |      |
| EaP |                                | 29-30 de novembro, Vilnius       |                                | 21-22 de maio, Riga            |                                 |      |
| ASEM | 5-6 de novembro, Vientiane     |                                  | 16-17 de outubro, Milão        |                                | 15-16 de julho, Ulan Batorc     |      |
| UE-CELAC |                                | 26-27 de janeiro, Santiagoa      |                                | 10 de junho, Bruxelas          |                                 |      |
| Não compareceu Não houve edição do evento a: Hollande foi representado pelo Primeiro-ministro Jean-Marc Ayrault. b: Hollande foi representado pelo Ministro do Exterior Laurent Fabius por conta dos Ataques em Paris. c: Hollande foi representado pelo Ministro do Exterior Jean-Marc Ayrault. |                                |                                  |                                |                                |                                 |      |